# Bidens dissecta
Bidens dissecta là một loài thực vật có hoa trong họ Cúc. Loài này được (O.E.Schulz) Sherff mô tả khoa học đầu tiên năm 1913.